# Comuna de Bircza
Bircza (polaco: Gmina Bircza) é uma gminy (comuna) na Polónia, na voivodia de Subcarpácia e no condado de Przemyski.
De acordo com os censos de 2004, a comuna tem 6626 habitantes, com uma densidade 26 hab/km².

## Área
Estende-se por uma área de 254,49 km², incluindo:
- área agricola: 34%
- área florestal: 59%

## Demografia
Dados de 30 de Junho de 2004:
De acordo com dados de 2002, o rendimento médio per capita ascendia a 1499,58 zł.

## Comunas vizinhas
- Dubiecko, Dydnia, Dynów, Fredropol, Krasiczyn, Krzywcza, Nozdrzec, Sanok, Tyrawa Wołoska, Ustrzyki Dolne